# Isogonalkonjugat

Om man speglar de tre cevianer (blå) som går genom P i de tre bisektriserna (gröna] får man de tre isogonallinjerna (röda) som skär varandra i P*.

Inom triangelgeometri utgörs isogonalkonjugatet till en punkt {\displaystyle P}, som inte ligger på en triangels sidor, av skärningspunkten {\displaystyle P^{*}} mellan isogonallinjerna till de tre cevianer som går genom {\displaystyle P}. 
Givet en triangel {\displaystyle \triangle ABC} och en punkt {\displaystyle P}. Genom denna punkt går tre cevianer, linjer genom vardera av de tre hörnen. Genom att spegla vardera av dessa tre linjer i bisektrisen till det hörn respektive linje går genom erhålles tre nya linjer. Dessa linjer är "isogonala" till linjerna som går genom {\displaystyle P}, det vill säga de bildar samma vinkel mot bisektrisen. Dessa tre isogonallinjer skär varandra i {\displaystyle P^{*}} som är det isogonla konjugatet till {\displaystyle P}. {\displaystyle P} är samtidigt isogonalkonjugat till {\displaystyle P^{*}}, eftersom man genom att upprepa proceduren kommer tillbaka till utgångspunkten. 
Alla punkter som inte ligger på någon av triangelns sidor (eller förlängningar av dessa) har ett isogonalt konjugat. I fyra fall sammanfaller dock {\displaystyle P} med {\displaystyle P^{*}}: medelpunkterna i triangelns inskrivna cirkel och de tre vidskrivna cirklarna. För punkter på den omskrivna cirkeln ligger det isogonala konjugatet i en punkt i oändligheten och de parallella isogonallinjerna är vinkelräta mot Simsons linje.
Det isogonala konjugatet till den omskrivna cirkelns medelpunkt är ortocentrum (höjdernas skärningspunkt), och vice versa. Det isogonala konjugatet till tyngdpunkten (medianernas skärningspunkt) är, per definition, symmedianernas skärningspunkt, symmedianpunkten, och vice versa. Första och andra Brocardpunkterna är varandras isogonalkonjugat.
Anledningen till att isogonalkonjugatet inte är definierat för punkter på triangelsidorna eller deras förlängningar är att alla punkter på en sida (hörnpunkterna undantagna) avbildas i motstående hörn och hörnpunkternas "konjugat" utgörs på samma sätt av hela den motstående sidan och dess förlängning. Det finns alltså ingen bijektivitet.

## Punkter på den omskrivna cirkeln

Figur 2.

Figur 2b.

Om {\displaystyle P} ligger på den  omskrivna cirkeln till {\displaystyle \triangle ABC}, låt säga mellan {\displaystyle A} och {\displaystyle B} som i figur 2, så bildar {\displaystyle PACB} en cyklisk fyrhörning. Eftersom vinkelsumman av motstående hörn i en cyklisk fyrhörning är lika med {\displaystyle \pi } så har vi alltså att {\displaystyle \angle PAC+\angle PBC=\angle PAB+\angle BAC+\angle PBA+\angle ABC=\pi }. men {\displaystyle \angle PAB} är även lika med vinkeln mellan {\displaystyle {\overline {AC}}} och isogonallinjen genom {\displaystyle A} och på samma sätt är {\displaystyle \angle PBA} lika med vinkeln mellan {\displaystyle {\overline {BC}}} och isogonallinjen genom {\displaystyle B} och sålunda är vinkeln mellan dessa isogonallinjer också {\displaystyle \angle PAB+\angle BAC+\angle PBA+\angle ABC=\pi } och alltså är de parallella. 
Vi ser också att {\displaystyle \angle APC=\angle ABC} (randvinkelsatsen: två trianglar med den gemesamma sidan {\displaystyle {\overline {AC}}}). Sålunda är {\displaystyle \pi =\angle ACP+\angle APC+\angle PAC=\angle ACP+\angle ABC+\angle PAB+\angle BAC} vilket (tillsammans med föregående uttryck) ger oss att {\displaystyle \angle ACP=\angle PBA}. {\displaystyle {\overline {CP}}} bildar alltså vinkeln {\displaystyle \angle PBA} mot {\displaystyle {\overline {AC}}}. Detta medför att isogonallinjen till {\displaystyle {\overline {CP}}} genom {\displaystyle C} bildar vinkeln {\displaystyle \angle PBA} mot {\displaystyle {\overline {BC}}}. Men detta gör ju även isogonallinjen genom {\displaystyle B} och sålunda är alla tre isogonallinjerna parallella.
Det isogonala konjugatet ligger alltså i en punkt i oändligheten. Det omvända resonemanget gäller också: om en punkt ligger i oändligheten kommer dess cevianer genom triangelhörnen att vara parallella och sålunda ligger isogonalkonjugatet på den omskrivna cirkeln. 
Linjerna till punkten i oändligheten är vinkelräta mot Simsons linje.
Bevis
Se figur 2b. Simsons linje (grön) går genom fotpunkterna ({\displaystyle P_{a}} och {\displaystyle P_{c}}; {\displaystyle P_{b}} är ej utritad) till {\displaystyle P} på triangelns sidor. Vinklarna {\displaystyle BP_{a}P} och {\displaystyle BP_{c}P} är båda räta och ligger därför på en cirkel med {\displaystyle {\overline {BP}}} som diameter. Fyrhörningen {\displaystyle BP_{a}P_{c}P} är således cyklisk. Beteckna skärningspunkten mellan Simsons linje och den nedre röda linjen till punkten i oändligheten genom {\displaystyle B} med {\displaystyle R}. Vinkeln {\displaystyle \angle BPP_{a}} är lika med vinkeln {\displaystyle \angle BP_{c}P_{a}=\angle BP_{c}R} eftersom båda ligger på den omskrivna cirkeln till fyrhörningen och båda spänner över {\displaystyle {\overline {BP_{a}}}}. Vi har vidare att {\displaystyle \angle PBP_{a}=\gamma +\beta =\angle P_{c}BR} eftersom {\displaystyle R} ligger på isogonallinjen till {\displaystyle {\overline {BP}}}. Sålunda finner vi att trianglarna {\displaystyle \triangle BPP_{a}} och {\displaystyle \triangle BP_{c}R} är likformiga. Eftersom vinkeln {\displaystyle \angle BP_{a}P} är rät är därför även {\displaystyle \angle BRP_{c}} rät och isogonallinjen är alltså vinkelrät mot Simsons linje.
Vi noterar också att vi har en bijektivitet - riktningen på isogonallinjerna bestäms av var punkten {\displaystyle P} ligger på cirkelns omkrets och vice versa ({\displaystyle \gamma } och {\displaystyle \phi } ändras kontinuerligt allteftersom vi flyttar punkten längs cirkeln).

## Existens, en fundamentalsats och trilinjära koordinater

Figur 3.

Att varje punkt som inte ligger på en sida har ett isogonalkonjugat är en följd av följande fundamentala sats (figur 3).
För en punkt {\displaystyle P} på linjen {\displaystyle {\overline {AP}}} och en godtycklig punkt {\displaystyle Q} på den mot {\displaystyle {\overline {AP}}} isogonala linjen {\displaystyle {\overline {AQ}}} i förhållande till triangelhörnet {\displaystyle A} i {\displaystyle \triangle ABC} gäller
{\displaystyle {\frac {|{\overline {PP_{c}|}}}{|{\overline {PP_{b}|}}}}={\frac {|{\overline {QQ_{b}|}}}{|{\overline {QQ_{c}|}}}}}  (1)
där {\displaystyle P_{b}}, {\displaystyle P_{c}}, {\displaystyle Q_{b}} och {\displaystyle Q_{c}} betecknar fotpunkterna till {\displaystyle P} respektive {\displaystyle Q} på triangelsidorna {\displaystyle b={\overline {AC}}} och {\displaystyle c={\overline {AB}}}.
Bevis
Betrakta fyrhörningarna {\displaystyle AP_{b}PP_{c}} och {\displaystyle AQ_{b}QQ_{c}}. Hörnvinklarna i {\displaystyle P_{b}} och {\displaystyle P_{c}} respektive {\displaystyle Q_{b}} och {\displaystyle Q_{c}} är räta, hörnvinklarna i {\displaystyle A} är lika och sålunda är även hörnvinklarna i {\displaystyle P} och {\displaystyle Q} lika. Fyrhörningarna är alltså likformiga, men spegelvända, och alltså gäller vår inversa likhet.
Om vi nu betraktar cevianen från {\displaystyle B} genom {\displaystyle P} så kan vi konstatera att dess isogonallinje måste skära {\displaystyle {\overline {AQ}}} eller vara parallell med {\displaystyle {\overline {AQ}}}. Om den skär {\displaystyle {\overline {AQ}}} kan vi placera punkten {\displaystyle Q} i denna skärningspunkt. Förhållandet (1) gäller såklart fortfarande, men nu ger vår "fundamentalsats" det nya förhållandet
{\displaystyle {\frac {|{\overline {PP_{a}|}}}{|{\overline {PP_{c}|}}}}={\frac {|{\overline {QQ_{c}|}}}{|{\overline {QQ_{a}|}}}}}  (2)
Vi multiplicerar (1) och (2) och får
{\displaystyle {\frac {|{\overline {PP_{c}|}}}{|{\overline {PP_{b}|}}}}\cdot {\frac {|{\overline {PP_{a}|}}}{|{\overline {PP_{c}|}}}}={\frac {|{\overline {QQ_{b}|}}}{|{\overline {QQ_{c}|}}}}\cdot {\frac {|{\overline {QQ_{c}|}}}{|{\overline {QQ_{a}|}}}}\Leftrightarrow {\frac {|{\overline {PP_{a}|}}}{|{\overline {PP_{b}|}}}}={\frac {|{\overline {QQ_{b}|}}}{|{\overline {QQ_{a}|}}}}}
vilket visar att {\displaystyle Q} även ligger på isogonallinjen till {\displaystyle {\overline {CP}}} och vi har härigenom visat att de tre isogonallinjerna till de tre cevianerna till {\displaystyle P} skär varandra i samma punkt i det fall isogonallinjerna inte är parallella. Fallet med parallella isogonallinjer behandlas under punkter på den omskrivna cirkeln ovan.
Ur det ovanstående får vi en mer generellt formulerad "fundamentalsats":
{\displaystyle |{\overline {PP_{a}}}|\cdot |{\overline {QQ_{a}}}|=|{\overline {PP_{b}}}|\cdot |{\overline {QQ_{b}}}|=|{\overline {PP_{c}}}|\cdot |{\overline {QQ_{c}}}|}
Vilken ger oss (om vi påstår att alla leden är lika med {\displaystyle k}) att
{\displaystyle |{\overline {PP_{a}}}|={\frac {k}{|{\overline {QQ_{a}}}|}}},    {\displaystyle |{\overline {PP_{b}}}|={\frac {k}{|{\overline {QQ_{b}}}|}}}   och   {\displaystyle |{\overline {PP_{c}}}|={\frac {k}{|{\overline {QQ_{c}}}|}}}
Vilket innebär att om {\displaystyle P} har de trilinjära koordinaterna {\displaystyle (x:y:z)} så har isogonalkonjugartet till {\displaystyle P} koordinaterna {\displaystyle ({\frac {1}{x}}:{\frac {1}{y}}:{\frac {1}{z}})}.

## Fotpunktscirkel och fotpunktstrianglar

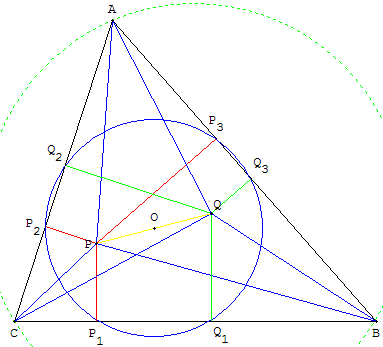
Alla fotpunkter till P och Q ligger på samma cirkel. Cirkelns medelpunkt O ligger mitt på linjen mellan P och Q.

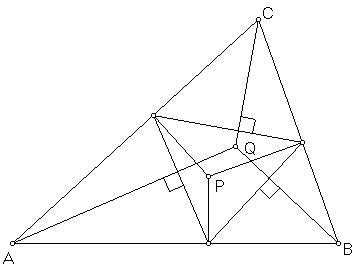
AQ, BQ och CQ skär fotpunktstriangelsidorna till P i rät vinkel.

Fotpunktscirklarna till en punkt och till dess isogonalkonjugat sammanfaller.
Bevis
Betrakta fyrhörningarna {\displaystyle AP_{b}PP_{c}} och {\displaystyle AQ_{b}QQ_{c}} i figur 3. Hörnvinklarna i {\displaystyle P_{b}} och {\displaystyle P_{c}} respektive {\displaystyle Q_{b}} och {\displaystyle Q_{c}} är räta, hörnvinklarna i {\displaystyle A} är lika och sålunda är även hörnvinklarna i {\displaystyle P} och {\displaystyle Q} lika. Fyrhörningarna är alltså likformiga, men spegelvända. Vinkeln {\displaystyle \angle AQ_{c}Q_{b}=\angle P_{c}Q_{c}Q_{b}} är sålunda lika med {\displaystyle \angle AP_{b}P_{c}} vilket innebär att summan av  {\displaystyle \angle P_{c}Q_{c}Q_{b}} och {\displaystyle \angle Q_{b}P_{b}P_{c}=\pi -\angle AP_{b}P_{c}} är lika med {\displaystyle \pi }. Dessa vinklar utgör motstående hörn i fyrhörningen {\displaystyle P_{b}P_{c}Q_{c}Q_{b}} och eftersom deras summa är {\displaystyle \pi } är fyrhörningen cyklisk och punkterna ligger alltså på samma cirkel. {\displaystyle {\overline {P_{b}Q_{b}}}} och {\displaystyle {\overline {Q_{c}P_{c}}}} är kordor i denna cirkel och deras mittpunktsnormaler skär varandra i cirkelns medelpunkt, vilken man enkelt konstaterar sammanfaller med mittpunkten på {\displaystyle {\overline {PQ}}}. På samma sätt visas att även {\displaystyle P_{a}} och {\displaystyle Q_{a}} ligger på denna cirkel, och beviset är klart.
Fotpunktstriangelns sidor till en punkt skärs vardera av en av isogonallinjerna till isogonalkonjugatet i rät vinkel. Närmare bestämt förenas de två sidorna av {\displaystyle \triangle ABC} på vilka de två fotpunkterna ligger i det hörn genom vilken isogonallinjen i fråga löper. I figur 3 utgör {\displaystyle {\overline {P_{c}P_{b}}}} en sida i fotpunktstriangeln till {\displaystyle P}. {\displaystyle P_{c}} ligger på {\displaystyle {\overline {AB}}}, {\displaystyle P_{b}} ligger på {\displaystyle {\overline {AC}}} och dessa linjer förenas i {\displaystyle A}. Isogonallinjen {\displaystyle {\overline {AQ}}} skär alltså {\displaystyle {\overline {P_{c}P_{b}}}} i rät vinkel (i punkten {\displaystyle R}).
Bevis
Eftersom summan av {\displaystyle \angle PP_{c}A} och {\displaystyle \angle PP_{b}A} är lika med {\displaystyle \pi } (båda är ju räta) är fyrhörningen {\displaystyle AP_{b}PP_{c}} cyklisk. Vinklarna {\displaystyle \angle APP_{c}} och {\displaystyle \angle AP_{b}P_{c}=\angle AP_{b}R} är sålunda lika eftersom de spänner över samma korda. Även vinklarna {\displaystyle \angle P_{c}AP} och {\displaystyle \angle P_{b}AQ=\angle P_{b}AR} är lika, vilket innebär att den tredje vinkeln i {\displaystyle \triangle P_{c}AP} måste vara lika med den tredje vinkeln i {\displaystyle \triangle P_{b}AR}. {\displaystyle \angle PP_{c}A} är rät och således är vinkeln {\displaystyle \angle ARP_{b}} också rät.
Eftersom fotpunkterna till en punkt på triangelns omskrivna cirkel inte bildar hörn i en triangel utan ligger på en rät linje (Simsons linje) blir begreppet fotpunktscirkel lite diffust. Men eftersom isogonalkonjugatet i detta fall ligger i en oändligt avlägsen punkt kan man betrakta den räta linjen som omkretsen på en oändligt stor cirkel. Även uttalandet om fotpunktstriangeln blir diffust, eftersom triangelsidorna kollapsat till Simsons linje. Men, isogonallinjerna är, som visats i avsnittet om punkter på den omskrivna cirkeln, vinkelräta mot linjen och således mot det som kan sägas representera fotpunktstriangelns sidor.

## En fundamental vinkelsats
För en triangel {\displaystyle \triangle ABC} och en inre punkt {\displaystyle P} med isogonalkonjugatet {\displaystyle Q} gäller att {\displaystyle \angle APB+\angle AQB=\pi +\angle ACB}. (För yttre punkter gäller satsen också men då för yttre vinklar om punkten ligger på motsatt sida om {\displaystyle {\overline {AB}}}.)
Bevis
Beviset är enkelt och utnyttjar bara att vinkelsumman i en triangel är {\displaystyle \pi } och att summan av vinklarna till punkten respektive dess konjugat är densamma som hörnvinkeln eftersom konjugatet ligger på en isogonallinje.
{\displaystyle \angle APB=\pi -\angle BAP-\angle ABP}  (1)
{\displaystyle \angle AQB=\pi -\angle BAQ-\angle ABQ=\pi -(\angle BAC-\angle BAP)-(\angle ABC-\angle ABP)}  (2)
{\displaystyle \angle ACB=\pi -\angle BAC-\angle ABC}  (3)
(1)+(2) ger efter förenkling
{\displaystyle \angle APB+\angle AQB=2\pi -\angle BAC-\angle ABC}
och insättning av likheten i (3) ger det sökta resultatet.

## Avbildningar av linjer

Avbildningar av räta linjer genom en triangels inre. De är hyperbler eftersom de (deras förlängningar) nödvändigvis skär den omskrivna cirkeln. Märk även att det är den linje som ligger närnast det motstående hörnet som avbildas närmast sidan - avbildningarna kommer alltså i "motsatt ordning".

Kiepert-hyperbeln är isogonalkonjugatet till punkterna på Brocard-axeln, en rät linje som går genom den omskrivna cirkelns medelpunkt och symmedianpunkten. Eftersom deras respektive konjugat är ortocentrum (O) och den inskrivna cirkelns medelpunkt (G) går Kiepert-hyperbeln genom dessa två punkter.

Alla punkter som ligger på samma cevian kommer ju självklart att avbildas på en rät isogonallinje (också den en cevian genom samma hörn). Men punkterna på en rät linje som inte går genom hörnen kommer att avbildas på ett kägelsnitt. Punkter på den omskrivna cirkeln avbildas på en punkt i oändligheten, så om den räta linjen inte skär eller tangerar den omskrivna cirkeln kommer isogonalkonjugaten av punkterna på linjen inte att "nå" oändligheten utan att ligga på en ellips. Tangerar linjen den omskrivna cirkeln har den ett isogonalkonjugat i oändligheten och då ligger konjugaten på en parabel, skär linjen cirkeln har den två konjugat i oändligheten och avbildningen blir en hyperbel. Om linjen går genom den omskrivna cirkelns medelpunkt är hyperbeln liksidig (ett exempel på en sådan liksidig hyperbel är Kiepert-hyperbeln i figuren). Kägelsnitten går genom triangelns hörn.